# Annemarie in der Au
Annemarie in der Au (* 22. Oktober 1924 als Annemarie Westphal in Tilsit; † 18. August 1998 in Krefeld) war eine deutsche Schriftstellerin.

## Leben
Annemarie in der Au wuchs im ostpreußischen Tilsit auf, wo sie auch ihre Reifeprüfung ablegte. Als Jugendliche war sie beim Tilsiter SC sportlich aktiv, wo sie später bei der nach dem Zweiten Weltkrieg in Niedersachsen angesiedelten Traditionsgemeinschaft des TSC auftrat. Anschließend begann sie ein Studium der Pharmazie, das sie jedoch wegen der Kriegsereignisse abbrechen musste. Sie floh vor der vorrückenden Roten Armee nach Westen. In Lübeck und Hamburg absolvierte sie eine Ausbildung zur Schauspielerin; gleichzeitig studierte sie Literatur-, Kunst- und Theatergeschichte. 1953 heiratete sie den Intendanten und Schauspieler Ottomar in der Au. 1955 wurde die gemeinsame Tochter Dietlind in der Au geboren. In den darauffolgenden Jahren verlegte sich Annemarie in der Au auf das Verfassen literarischer Texte. Später zog sie nach Krefeld, wo sie als freie Journalistin, Schriftstellerin und Dozentin an der Volkshochschule wirkte. Sie war Mitglied der Autorenvereinigung Die Kogge, der Künstlergilde Esslingen und des Marburger Kreises.
Annemarie in der Aus Werk umfasst vorwiegend Gedichte, daneben aber auch erzählerische Werke, Essays, Theaterstücke, Hörspiele und Rundfunkfeatures.

## Auszeichnungen
- 1970 Hörspielpreis der Stiftung Ostdeutscher Kulturrat (Stiftung für kulturelle Zusammenarbeit)
- 1974 Ehrengabe zum Andreas-Gryphius-Preis
- 1974 Ehrenzeichen des Deutschen Roten Kreuzes
- 1985 Krefelder Stadtsiegel
- 1988 Kulturpreis der Landsmannschaft Ostpreußen
- 1990 Bundesverdienstkreuz am Bande
- 1994 Pro-Arte-Medaille der Künstlergilde Esslingen.

## Werke
- Die Machtprobe (Erzählung), Itzehoe 1962
- Weh dem, der aus dem Rahmen fällt (Komödie), Mindelheim 1964
- Alles dreht sich um Es (Roman), Regensburg 1965
- Die Schatten weilen länger (Gedichte), München 1965
- Das Glaskugelopfer (Roman), Buxheim 1968
- Kein Mondsilber mehr als Währung (Gedichte), Dortmund 1971
- Windmühlenflügel, Freising 1971
- Als das Paradies noch groß war. Das weihnachtliche Licht, Bonn 1972
- Bei uns in Krefeld, Krefeld 1972 (zusammen mit Johannes Dropmann und Wolf-Dieter Henkel)
- Ferien auf Juist, Krefeld 1972 (zusammen mit Ria Schmalbach-Denters)
- Sonntagsfrühstück, Freising 1974
- Die Türen stehen offen (Gedichte), Dortmund 1975
- Einladung zum Fest, Bonn 1977
- Einmal Traum und zurück, Freising 1979
- Unruhig in den Tag entlassen (Gedichte), Dortmund 1980
- Die Nacht auf dem Ölberg (Erzählung),  1982
- Hallo, hier Mensch ... (Erzählung), Stuttgart 1983
- Ich heirate Großpapa (Roman), Husum 1983
- Rauchzeichen und Kratzfuß (satirische Miniaturen), Esslingen 1984
- Das gab es nur in Wawnice (Erzählung), Husum 1985
- Risse im Beton, Freising 1985
- Das Jesuskind in Ostpreußen, Husum 1987
- Stille Nacht, Bonn 1988
- Und es begab sich ..., Freising 1989
- Der unzuverlässige Weihnachtsengel und andere ostpreußische Geschichten, Husum 1989
- Die Kindheit blieb am Haff zurück, Husum 1991
- Alle meine Fans, Freising 1994
- Der Sommer, der ein Frühling war, Krefeld 1996
- Wir nehmen das Winken mit, Marburg 1996
- Ostpreußen: zuhause im weiten Land, Augsburg 2002 (zusammen mit Grete Fischer und Eva Reimann)
- Ostpreußen: unerreichbar wie der Mond, Augsburg 2003 (zusammen mit Grete Fischer)